# Macrostylis longula
Macrostylis longula är en kräftdjursart som beskrevs av Yakov Avadievich Birstein 1970. Macrostylis longula ingår i släktet Macrostylis och familjen Macrostylidae. Inga underarter finns listade i Catalogue of Life.